# Lista liderów głosowania do NBA All-Star Game
Poniższa lista prezentuje liderów, wśród koszykarz NBA, w głosowaniu do działu w meczu gwiazd NBA.
Dziewięciokrotnie w głosowaniu zwyciężał rekordzista Michael Jordan. Tylko dwukrotnie w całej historii liderem głosowania został zawodnik spoza USA - reprezentant Chin – Yao Ming (2005, 2006).

## Liderzy rok po roku

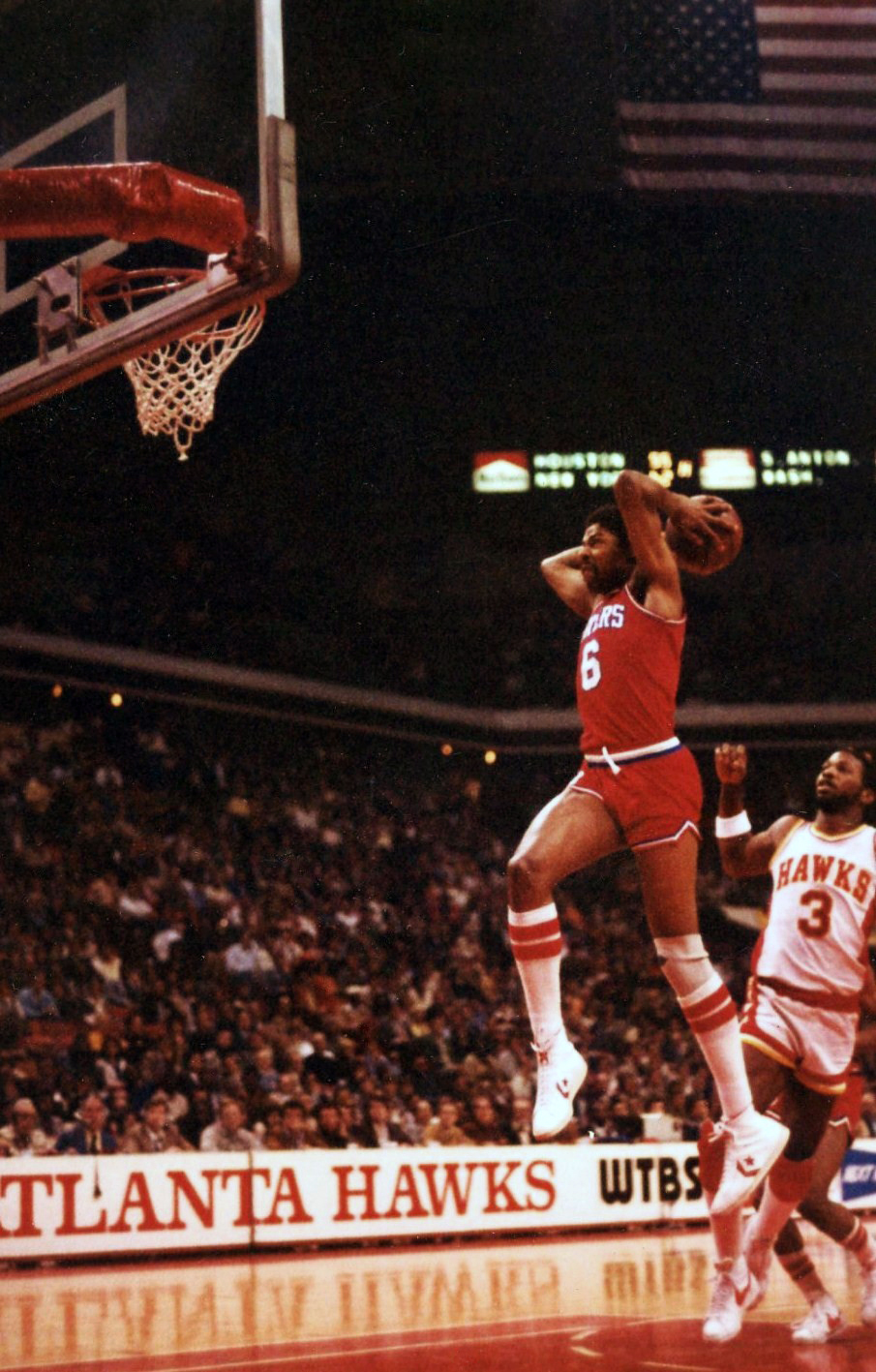
Hall of Famer Julius Erving przewodził w głosowaniu 4-krotnie.

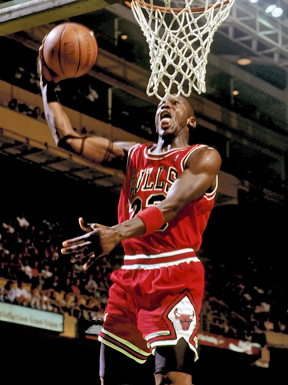
Hall of Famer Michael Jordan przewodził w głosowaniu 9-krotnie, jest uznawany powszechnie za najlepszego zawodnika wszech czasów.

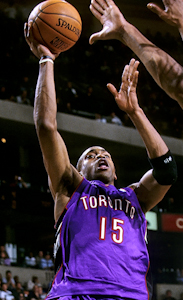
Vince Carter przewodził w głosowaniu 4-krotnie.

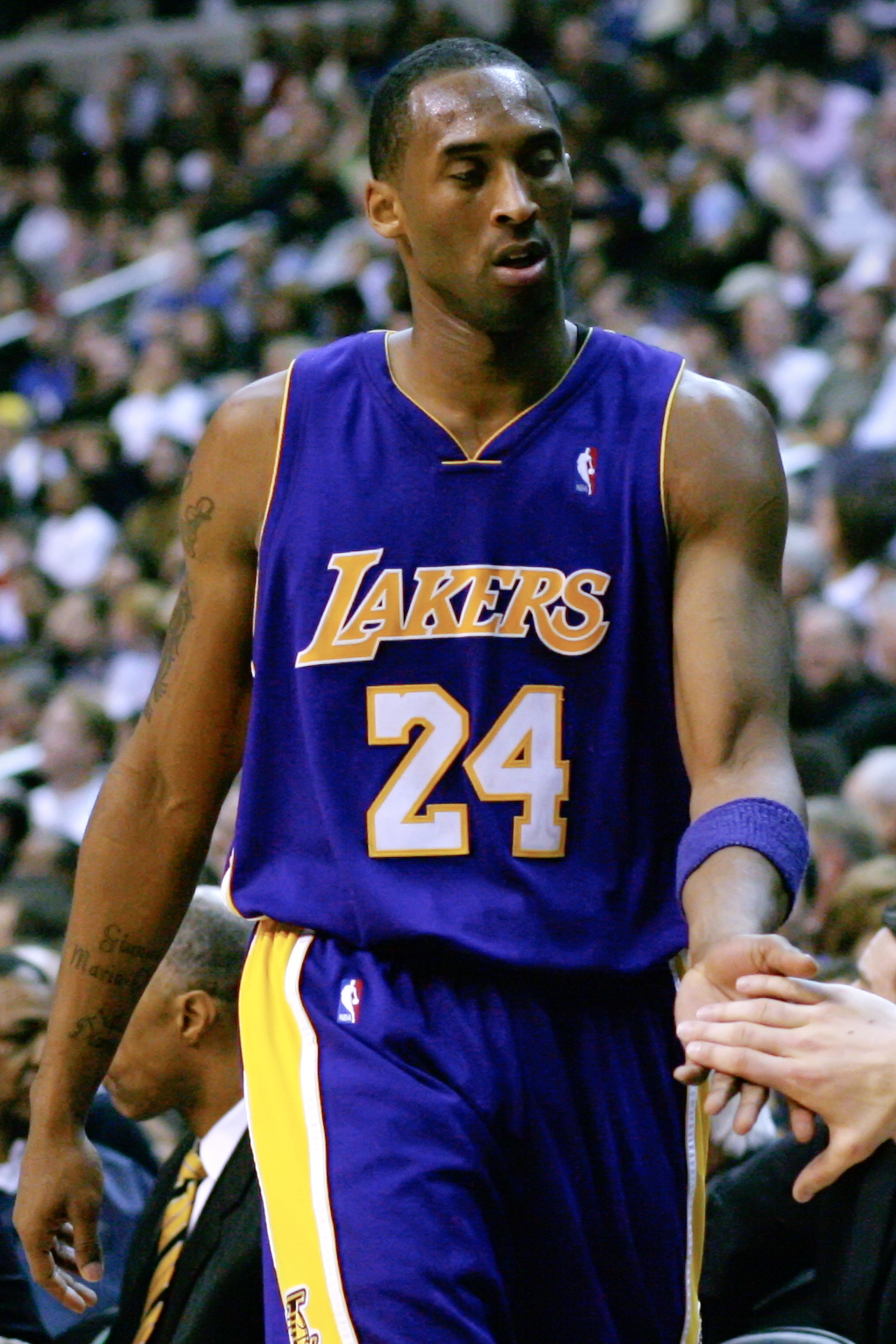
Kobe Bryant wygrał konkurs wsadów w 1997 i zawsze był ulubieńcem publiczności. Przewodził w głosowaniu 4-krotnie.

|              | Wybrany do Galerii Sław Koszykówki                            |
| Zawodnik (X) | Oznacza kolejne zwycięstwo w głosowaniu tego samego zawodnika |

| Sezon | Zawodnik           | Pozycja    | Kraj              | Zespół                | Liczba głosów |
| ----- | ------------------ | ---------- | ----------------- | --------------------- | ------------- |
| 1975  | Bob McAdoo         | środkowy   | Stany Zjednoczone | Buffalo Braves        | 98 325        |
| 1976  | Rick Barry         | skrzydłowy | Stany Zjednoczone | Golden State Warriors | 135 471       |
| 1977  | David Thompson     | skrzydłowy | Stany Zjednoczone | Denver Nuggets        | 319 047       |
| 1978  | Julius Erving      | skrzydłowy | Stany Zjednoczone | Philadelphia 76ers    | 396 503       |
| 1979  | George Gervin      | obrońca    | Stany Zjednoczone | San Antonio Spurs     | 427 540       |
| 1980  | George Gervin (2)  | obrońca    | Stany Zjednoczone | San Antonio Spurs     | 286 463       |
| 1981  | Julius Erving (2)  | skrzydłowy | Stany Zjednoczone | Philadelphia 76ers    | 304 600       |
| 1982  | Julius Erving (3)  | skrzydłowy | Stany Zjednoczone | Philadelphia 76ers    | 432 230       |
| 1983  | Julius Erving (4)  | skrzydłowy | Stany Zjednoczone | Philadelphia 76ers    | 707 012       |
| 1984  | Moses Malone       | środkowy   | Stany Zjednoczone | Philadelphia 76ers    | 927 779       |
| 1985  | Magic Johnson      | obrońca    | Stany Zjednoczone | Los Angeles Lakers    | 957 447       |
| 1986  | Magic Johnson (2)  | obrońca    | Stany Zjednoczone | Los Angeles Lakers    | 1 060 892     |
| 1987  | Michael Jordan     | obrońca    | Stany Zjednoczone | Chicago Bulls         | 1 141 733     |
| 1988  | Michael Jordan (2) | obrońca    | Stany Zjednoczone | Chicago Bulls         | 1 121 285     |
| 1989  | Michael Jordan (3) | obrońca    | Stany Zjednoczone | Chicago Bulls         | 1 003 062     |
| 1990  | Michael Jordan (4) | obrońca    | Stany Zjednoczone | Chicago Bulls         | 321 114       |
| 1991  | Michael Jordan (5) | obrońca    | Stany Zjednoczone | Chicago Bulls         | 1 217 429     |
| 1992  | Michael Jordan (6) | obrońca    | Stany Zjednoczone | Chicago Bulls         | 1 049 573     |
| 1993  | Michael Jordan (7) | obrońca    | Stany Zjednoczone | Chicago Bulls         | 1 035 824     |
| 1994  | Charles Barkley    | skrzydłowy | Stany Zjednoczone | Phoenix Suns          | 794 936       |
| 1995  | Grant Hill         | skrzydłowy | Stany Zjednoczone | Detroit Pistons       | 1 289 585     |
| 1996  | Grant Hill (2)     | skrzydłowy | Stany Zjednoczone | Detroit Pistons       | 1 358 004     |
| 1997  | Michael Jordan (8) | obrońca    | Stany Zjednoczone | Chicago Bulls         | 2 451 136     |
| 1998  | Michael Jordan (9) | obrońca    | Stany Zjednoczone | Chicago Bulls         | 1 028 235     |
| 2000  | Vince Carter       | skrzydłowy | Stany Zjednoczone | Toronto Raptors       | 1 911 973     |
| 2001  | Vince Carter (2)   | skrzydłowy | Stany Zjednoczone | Toronto Raptors       | 1 717 687     |
| 2002  | Vince Carter (3)   | skrzydłowy | Stany Zjednoczone | Toronto Raptors       | 1 470 176     |
| 2003  | Kobe Bryant        | obrońca    | Stany Zjednoczone | Los Angeles Lakers    | 1 474 386     |
| 2004  | Vince Carter (4)   | skrzydłowy | Stany Zjednoczone | Toronto Raptors       | 2 127 183     |
| 2005  | Yao Ming           | środkowy   | Chiny             | Houston Rockets       | 2 558 278     |
| 2006  | Yao Ming (2)       | środkowy   | Chiny             | Houston Rockets       | 1 990 303     |
| 2007  | LeBron James       | skrzydłowy | Stany Zjednoczone | Cleveland Cavaliers   | 2 516 049     |
| 2008  | Kevin Garnett      | skrzydłowy | Stany Zjednoczone | Boston Celtics        | 2 399 148     |
| 2009  | Dwight Howard      | środkowy   | Stany Zjednoczone | Orlando Magic         | 3 150 181     |
| 2010  | LeBron James (2)   | skrzydłowy | Stany Zjednoczone | Cleveland Cavaliers   | 2 549 693     |
| 2011  | Kobe Bryant (2)    | obrońca    | Stany Zjednoczone | Los Angeles Lakers    | 2 380 016     |
| 2012  | Dwight Howard (2)  | środkowy   | Stany Zjednoczone | Orlando Magic         | 1 600 390     |
| 2013  | Kobe Bryant (3)    | obrońca    | Stany Zjednoczone | Los Angeles Lakers    | 1 591 437     |
| 2014  | LeBron James (3)   | skrzydłowy | Stany Zjednoczone | Miami Heat            | 1 416 419     |
| 2015  | Stephen Curry      | obrońca    | Stany Zjednoczone | Golden State Warriors | 1 513 324     |
| 2016  | Kobe Bryant (4)    | skrzydłowy | Stany Zjednoczone | Los Angeles Lakers    | 1 891 614     |
| 2017  | LeBron James (4)   | skrzydłowy | Stany Zjednoczone | Cleveland Cavaliers   | 1 893 751     |
| 2018  | LeBron James (5)   | skrzydłowy | Stany Zjednoczone | Cleveland Cavaliers   | 2 638 294     |

## Liderzy wszech czasów

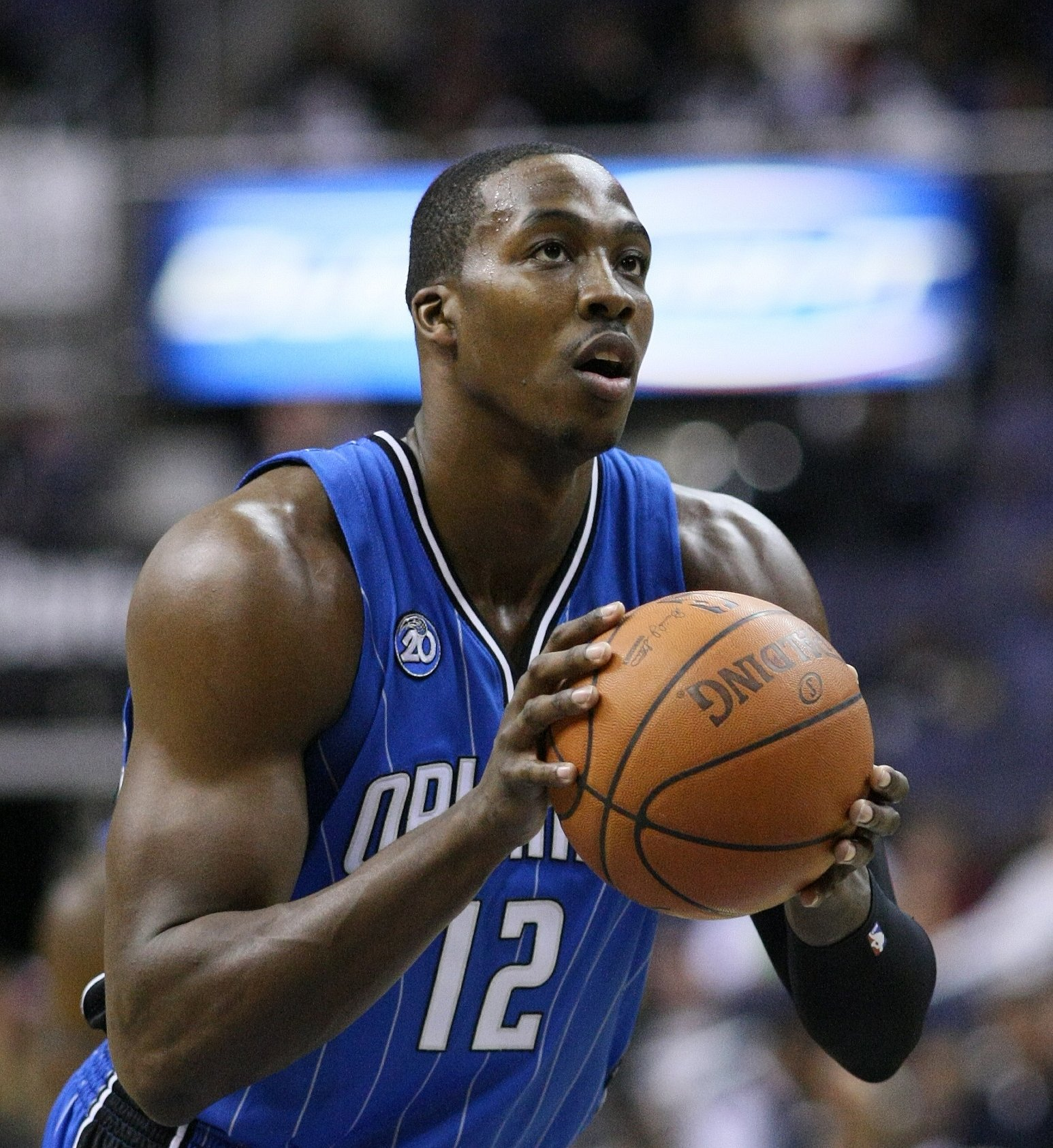
Dwight Howard jest obecnie liderem wszech czasów w liczbie otrzymanych głosów.

| Sezon | Zawodnik           | Pozycja    | Kraj              | Zespół              | Liczba głosów |
| ----- | ------------------ | ---------- | ----------------- | ------------------- | ------------- |
| 2009  | Dwight Howard      | środkowy   | Stany Zjednoczone | Orlando Magic       | 3 150 181     |
| 2009  | LeBron James       | skrzydłowy | Stany Zjednoczone | Cleveland Cavaliers | 2 940 823     |
| 2009  | Kobe Bryant        | obrońca    | Stany Zjednoczone | Los Angeles Lakers  | 2 805 397     |
| 2009  | Dwyane Wade        | obrońca    | Stany Zjednoczone | Miami Heat          | 2 741 413     |
| 2018  | LeBron James       | skrzydłowy | Stany Zjednoczone | Cleveland Cavaliers | 2 638 294     |
| 2009  | Tim Duncan         | skrzydłowy | Stany Zjednoczone | San Antonio Spurs   | 2 578 168     |
| 2005  | Yao Ming           | środkowy   | Chiny             | Houston Rockets     | 2 558 578     |
| 2010  | LeBron James       | skrzydłowy | Stany Zjednoczone | Cleveland Cavaliers | 2 549 693     |
| 2009  | Yao Ming           | środkowy   | Chiny             | Houston Rockets     | 2 532 958     |
| 2018  | Janis Andetokunmbo | skrzydłowy | Grecja            | Milwaukee Bucks     | 2 530 211     |